# Spoorlijn aansluiting Nette - Dortmund-Scharnhorst
De spoorlijn aansluiting Nette - Dortmund-Scharnhorst is een Duitse spoorlijn en als spoorlijn 2132 onder beheer van DB Netze.

## Geschiedenis
Het traject werd door de Preußische Staatseisenbahnen geopend op 1 juli 1903.

## Treindiensten
De lijn is alleen in gebruik bij Deutsche Bahn voor goederenvervoer.

## Aansluitingen
In de volgende plaatsen is of was er een aansluiting op de volgende spoorlijnen:
aansluiting Nette
DB 2650, spoorlijn tussen aansluiting Keulen en Hamm
aansluiting Deusen
DB 2123, spoorlijn tussen aansluiting Buschstraße en aansluiting Deusen
DB 2131, spoorlijn tussen aansluiting Deusen en Dortmund Güterbahnhof
Dortmund-Obereving
DB 2100, spoorlijn tussen Dortmund en Gronau
DB 2101, spoorlijn tussen Dortmund-Eving en Dortmund-Obereving
DB 2102, spoorlijn tussen Dortmund-Obereving en Dortmund-Kirchderne
DB 2104, spoorlijn tussen Dortmund-Obereving en Dortmund-Lindenhorst
DB 2105, spoorlijn tussen Dortmund-Obereving en Fürst Hardenberg
DB 9210, spoorlijn tussen Dortmund Nord en Dortmund-Schüren
Dortmund-Scharnhorst
DB 2650, spoorlijn tussen Keulen en Hamm

## Elektrische tractie
Het traject werd tussen 1963 en 1965 geëlektrificeerd met een wisselspanning van 15.000 volt 16 2/3 Hz.